# Bartolomeüs (apostel)
Bartolomeüs of Bartholomeus (Hebreeuws: בר־תלמי, Bar-Tôlmay, "zoon van Tolmai" of "zoon van de ploegvoren") was een van de twaalf apostelen van Jezus (Marcus 3:14-19). Bartolomeüs komt in het Nieuwe Testament alleen voor in de opsommingen van de twaalf apostelen en als aanwezig bij Jezus' hemelvaart (Handelingen 1:13).
Omdat in Johannes 1:45-50 een zekere Natanaël wordt genoemd die door de apostel Filippus een vroege leerling van Jezus werd en daarna slechts één keer wordt genoemd (Johannes 21:2), werd wel gesuggereerd dat Bartolomeüs' volledige naam mogelijk Natanaël Bar-Tolmai was. Natanaël zou dan zijn voornaam zijn geweest en Bar-Tolmai de aanduiding van zijn familieherkomst. Tegenwoordig wordt deze optie door de meeste commentators verworpen.

## Legende
Na Jezus' opstanding zou Bartolomeüs als prediker in Armenië, Mesopotamië en India hebben opgetreden. In het midden van de 1e eeuw zou Bartolomeüs de dood hebben gevonden nadat hij levend werd gevild.

## Relikwieën
Relikwieën van Bartolomeüs bevinden zich, sinds de 10e eeuw gedocumenteerd, in de San Bartolomeo all'Isola in Rome. Zijn schedel wordt bewaard in de Dom van Frankfurt. In Provins wordt in het Musée de Provins et du Provinois een onderarm bewaard die door een van de kruistochten werd teruggebracht. In 1515 werden eveneens relieken van de heilige overgebracht naar de Sint-Bartholomeuskerk van Geraardsbergen. Sindsdien is er ieder jaar een grote ommegang in deze stad, de zogenaamde Processie van Plaisance, op de zondag na 24 augustus, de feestdag van de heilige.

## Attributen en patroonheilige
In de kunst wordt Bartolomeüs afgebeeld met de volgende attributen: een mes, vaandel, schriftrol, boek, pelgrimsstaf, duivel of afgeslagen hoofd en vel in de hand. Zoals alle apostelen die gedood zijn omwille van hun geloof in de uit de dood opgestane Jezus wordt ook Bartolomeüs als martelaar vereerd. Bartolomeüs is onder meer de patroonheilige van Armenië, het bisdom Luik en de steden Frankfurt, Geraardsbergen, Altenburg en Pilsen. Verder ook van de bergbewoners, de landbouwers, de herders, de lederarbeiders en zadelmakers, de kleer- en schoenmakers, de bakkers, de metselaars, de boekbinders en de kaas- en oliehandelaars (in Florence). Hij wordt tevens aangeroepen tegen zenuw- en huidziekten en tegen krampen.

## Naamdag
De Rooms-Katholieke Kerk herdenkt Bartolomeüs op 24 augustus, de oosters-orthodoxe kerken op 11 juni. Een weerspreuk die verband houdt met zijn naamdag: "Zoals (het weer op) Bartolomeüs is, blijft 't gans de herfst gewis".

## Hugenoten
In de Bartholomeusnacht op 24 augustus 1572 werd een groot deel van de hugenoten in Parijs vermoord.

## Bartolomeüs in de kunst

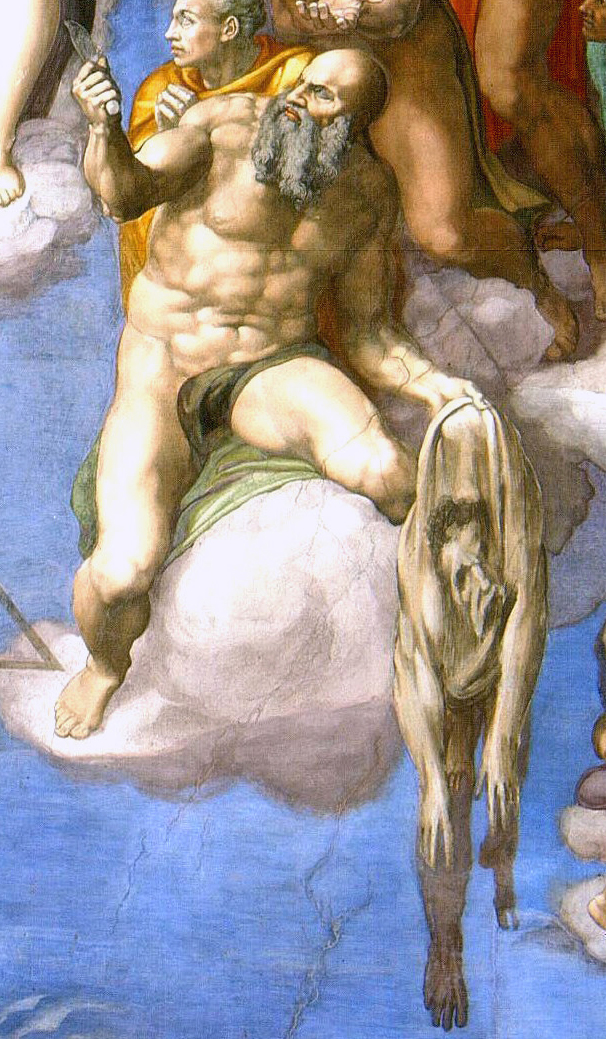
Bartolomeüs, met mes, zoals afgebeeld door Michelangelo in de Sixtijnse Kapel
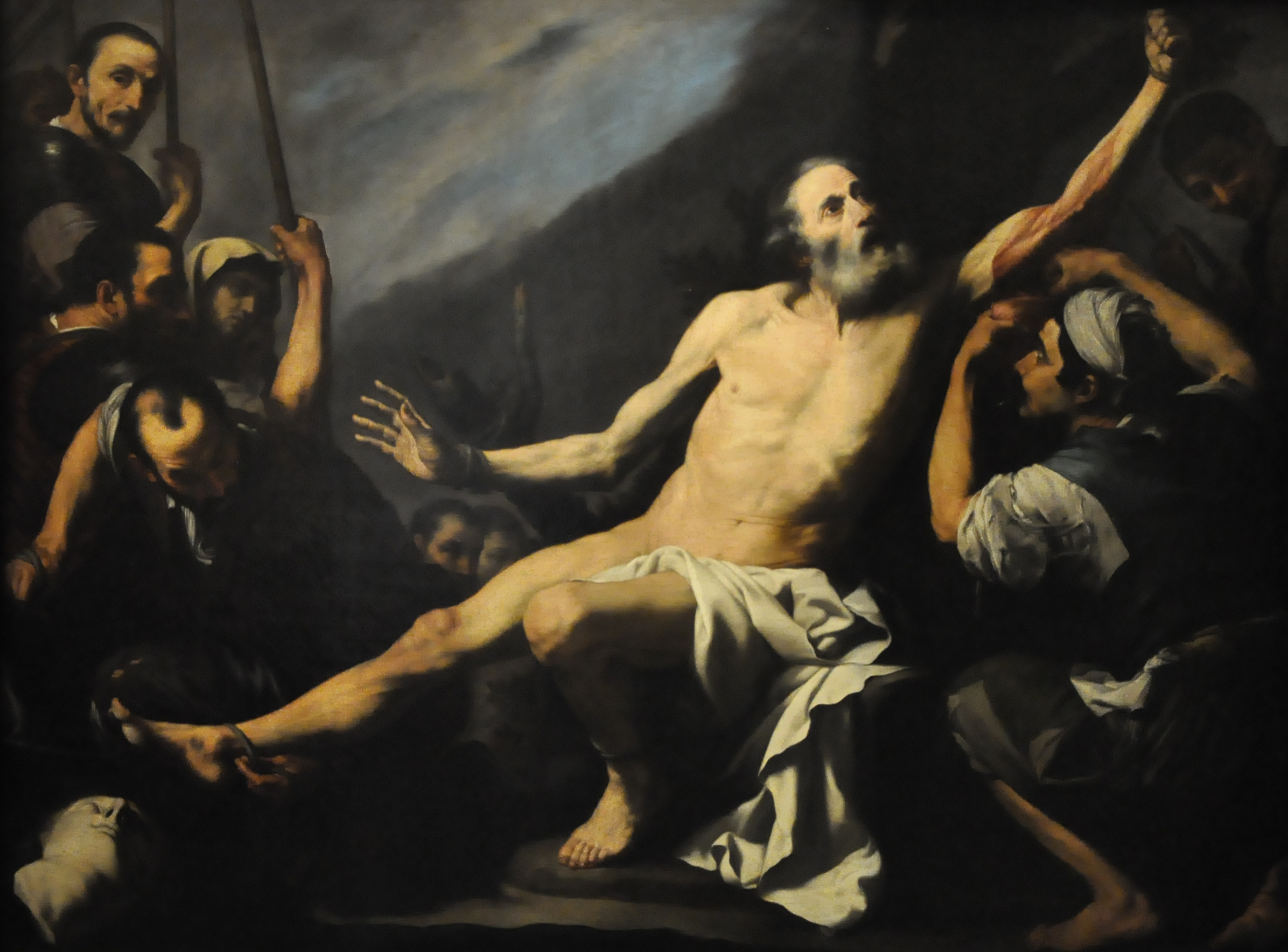
De marteldood van de heilige Bartolomeüs in de Real Academia de Bellas Artes de San Fernando